# Ebru
Ebru (türkisch: „Marmorpapier“) ist ein türkischer weiblicher Vorname persischer Herkunft.

## Namensträgerinnen
- Ebru Destan (* 1977), türkische Sängerin und ehemaliges Model
- Ebru Gündeş (* 1974), Künstlerin der türkischen arabesken Musik
- Ebru Polat (* 1983), türkische Pop-Sängerin
- Ebru Şam (* 1990), Miss Turkey 2009
- Ebru Soykan (≈1981–2009), türkische Bürgerrechtlerin
- Ebru Timtik (≈1978–2020), türkische Rechtsanwältin und Menschenrechtsaktivistin
- Ebru Tüfenk (* 1975), deutsche Karateka
- Ebru Tunalı (* 1993), türkische Badmintonspielerin
- Ebru Umar (* 1970), niederländische Kolumnistin türkischer Ethnizität
- Ebru Yaşar (* 1977), türkische Popmusikerin